# Лондонский университет Рейвенсборн
Лондонский университет Рейвенсборн (англ. Ravensbourne University London), бывший Рейвенсборнский колледж дизайна и коммуникаций (англ. Ravensbourne College of Design and Communication) — университет цифровых медиа и дизайна с профессиональными курсами в области моды, телевидения и радиовещания, дизайна интерактивных продуктов, архитектуры и дизайна окружающей среды, графического дизайна, анимации, движущихся изображений, производства музыки для медиа и звукового дизайна.
Рейвенсборн был основан в 1962 году в результате слияния Школы искусств Бромли, Школы искусств Сидкапа и Школы искусств Бекенхема. Первоначально он находился в Бромли-Коммон, а затем в Чизлхерсте и на полуострове Гринвич во Внутреннем Лондоне, где осенью 2010 года открылся новый кампус. Колледж назван в честь реки Рейвенсборн, которая течёт от Бромли-Коммон до Гринвича.

## История
Школа искусств Бромли открылась в 1878 году в новом здании на Твиди-роуд, Бромли, которое позже стало библиотекой Бромли; после Второй мировой войны он стал Колледжем искусств Бромли. В 1959 году он стал Техническим колледжем Бромли после слияния с факультетом дизайна мебели Школы искусств Бекенхэма, которая на рубеже веков была технической школой, а в 1908 году стала художественной школой в специально построенном помещении в 1908 году, которая после войны расширилась за счет ремёсел. В июле 1962 года оставшаяся часть Школы искусств Бекенхема объединилась с Колледжем искусств Бромли и Школой искусств Сидкапа (основанной в 1898 году и к тому времени также известной как Художественный колледж Сидкапа), чтобы сформировать Колледж искусств и дизайна Рейвенсборна. В 1965 году колледж переехал на Рукери-лейн, Бромли-Коммон. Первоначально на этом месте располагался Рукери, дом XVIII века, который сгорел в 1946 году. По мере расширения колледжа он не мог дальше развивать это место, так как оно находилось в Зелёном поясе столицы. В 1975 году колледж перенёс большую часть своей деятельности в специально построенное здание, спроектированное после длительных консультаций на 18 акрах (7,3 га) частной парковой зоны на Уолден-роуд, Чизлхерст. Участок Rookery Lane был перестроен для Колледжа дополнительного и высшего образования Бромли.
Рейвенсборн с 1960-х годов предлагает курсы дизайна высокого уровня. Это было одно из первых учреждений, получивших одобрение тогдашнего Совета по национальным академическим наградам для преобразования традиционных дипломных программ в области искусства и дизайна в степени с отличием в 1970-х годах. В апреле 1989 года он стал корпорацией высшего образования. После распада Совета в 1992 году Рейвенсборн вступил в подтверждающее партнёрство с Королевским колледжем искусств, который в порядке исключения согласился взять на себя эту ответственность. Эта ассоциация прекратилась, когда Королевский колледж искусств отказался от предоставления совместных услуг. В августе 2017 года Рейвенсборн получил право присуждать собственные степени, а в мае 2018 года получил статус университета, став Лондонским университетом Рейвенсборн.
В 1999 году существующее здание фото- и 3D-студии в кампусе Чизлхерст было преобразовано в современную библиотеку и компьютерный центр.
Осенью 2010 года открылся новый кампус на полуострове Гринвич, спроектированный компанией Foreign Office Architects. Он находится рядом с развлекательным районом O2 и ближе к партнёрским учреждениям, связанным с колледжем. В 2011 году здание получило награду British Construction Industry Award и награду Королевского института британских архитекторов в области образования и сообщества.

## Известные выпускники
- Брайан Барнс[англ.], художник[11]
- Дейдра Борласе[англ.], художница[12]
- Дэвид Боуи, поп-звезда[1][13]
- Zerkaa[англ.], ютубер[14]
- Динос Чепмен, художник[15]
- Мария Корнехо[англ.], модельер[16]
- Роуз Финн-Келси[англ.], художница[17]
- Назанин Гаффар[англ.], ведущая прогноза погоды, Sky News[18]
- Роберт Хьюисон[англ.], литературовед[19]
- Питер Джеймс, писатель и кинопродюсер[20][21]
- Джон Леки, музыкальный продюсер[22]
- Энтони Маккол[англ.], художник[23]
- Стелла Маккартни, модельер[1][13]
- Брюс Олдфилд, модельер[13][24]
- Крис Орр[англ.], художник[25]
- Энди Ошо[англ.], комик[26]
- Тим Поуп[англ.], кинорежиссёр[27]
- Элисон Уайлдинг[англ.], скульптор[28]
- Гарет Анвин[англ.], кинопродюсер[1]
- Клэр Уэйт Келлер, модельер[29]

## Известные преподаватели
- Джереми Гардинер[англ.]
- Армин Медош[англ.]